# Degehabur
Degehabur (Ge'ez: ደገሃቡር Degehabur bzw. ደጋህ ፡ ቡር Dägah Bur, Somali: Dhagaxbuur; weitere Schreibweisen: Degehabour, Deghabour, Dagahbur, Dagabur, Degeh Bur, Daggah Bur) ist eine Stadt in der Somali-Region Äthiopiens. Sie ist Hauptstadt der Degehabur-Zone und liegt im Gebiet der Somali vom Clan der Ogadeni-Darod. Gemäß Volkszählung von 2005 hatte sie 42.815 Einwohner. 1997 waren von 28.708 Bewohnern 95,92 % Somali und 2,53 % Amharen.
Degehabur liegt auf 1106 Meter Höhe am Fluss Jerer, der vom Hochland um Harar in die Ebene des Ogaden fließt. Der Ortsname ist vom somalischen Wort dhagax für „Stein“ abgeleitet und bezieht sich auf das felsige Erscheinungsbild der Umgebung.

## Geschichte
Degehabur verfügt über Brunnen und war in den 1800er Jahren ein wichtiges Zentrum für Handelskarawanen, verlor diese Bedeutung jedoch Ende des 19. Jahrhunderts infolge mehrerer Überfälle und Plünderungen.
Anfang des 20. Jahrhunderts war das Gebiet um Degehabur vom Krieg des „Mad Mullah“ Mohammed Abdullah Hassan gegen Äthiopien und die Kolonialmächte Großbritannien und Italien betroffen. In Degehabur kamen die Truppen des ersten äthiopischen Gouverneurs von Harar, Ras Makonnen Wolde Michael zusammen, um in den Kampf gegen Mohammed Abdullah Hassan zu ziehen.
Im Krieg des faschistischen Italien gegen Äthiopien 1935/36 war Degehabur Hauptquartier des Kommandanten Dejazmach Nasibu Emmanuel. Der Ort wurde mehrmals bombardiert, wobei auch Giftgas gegen die Bewohner eingesetzt und einmal ein Lager des Roten Kreuzes angegriffen wurde (vgl. Italienische Kriegsverbrechen in Afrika). Während der darauffolgenden italienischen Besatzung wurde eine Brücke als Teil der Verbindung von Addis Abeba über Jijiga nach Beledweyne und Mogadischu erbaut. 1938 hatte Degehabur rund 2000 Einwohner. Großbritannien, das 1941 im Zuge des Zweiten Weltkrieges die Italiener in Äthiopien besiegte, verwaltete bis 1948 Degehabur und das Haud-Gebiet als Teil von Britisch-Somaliland.
Äthiopien errichtete eine seiner – neben Gode – größten Garnisonen in Degehabur, um sich gegen die Bedrohung durch Somali-Separatisten zu wappnen, die den Anschluss der Region an ein Groß-Somalia wünschten. Im kurzen Grenzkrieg zwischen Äthiopien und Somalia 1964 und im Ogadenkrieg 1977/78 gab es Gefechte um Degehabur. Ende der 1980er Jahre trieb der Bürgerkrieg in Somalia Flüchtlinge aus dem Nachbarland in das Gebiet.
1994 wurden mehrere Personen, darunter der Imam der örtlichen Moschee, verhaftet, weil sie verdächtigt wurden, die separatistische Ogaden National Liberation Front (ONLF) zu unterstützen. Die letzten Wahlen gewann 2005 die Somali People’s Democratic Party (SPDP). Seit 2007 verschärfte sich der Konflikt zwischen der ONLF und der äthiopischen Armee. Die ONLF verübte Angriffe in Degehabur und Umgebung. Von Seiten der Armee, die eine Basis in Degehabur unterhält, kam es zu Übergriffen gegen die Zivilbevölkerung, einschließlich Vergewaltigungen und außergerichtlicher Hinrichtungen. Umliegende Dörfer wurden zwangsweise geräumt und zum Teil anschließend niedergebrannt.

## Wirtschaft und Infrastruktur
Die Ärzte ohne Grenzen betreiben einen Gesundheitsposten in Degehabur. In Shilabo südlich von Degehabur wurden Erdgasvorkommen gefunden, deren Nutzung vorbereitet wird. 2007 war die Ausbesserung einer Straße nach Jijiga fast beendet, die die allgemeine Entwicklung und insbesondere auch die Nutzung der Gasvorräte fördern soll. Im März 2009 war eine Straßenverbindung nach Shekosh im Bau, wobei die Hälfte der 1.100 im Projekt beschäftigten Personen Einheimische waren.